# Charmed (zespół muzyczny)
Charmed – norweski zespół muzyczny założony w 2000 przez Oddrun Valestran, Lisę Monikę Nygård i Hannę Kristinę Haugsand.

## Historia zespołu
Zespół został założony w 2000 przez Oddrun Valestran, Lisę Monikę Nygård i Hannę Kristinę Haugsand, które zdecydowały się wziąć udział w programie Melodi Grand Prix 2000, wyłaniającym reprezentanta Norwegii w 45. Konkursie Piosenki Eurowizji, do którego zgłosiły się z autorskim utworem „My Heart Goes Boom”. W marcu wystąpiły w finale selekcji i zajęły w nim pierwsze miejsce po zdobyciu największego poparcia jurorów i telewidzów, dzięki czemu zostały dopuszczone do udziału w konkursie organizowanym w Sztokholmie. 13 maja wystąpiły w finale Eurowizji i zajęły 11. miejsce z 57 punktami na koncie. Również w 2000 wydały debiutancki album studyjny, również zatytułowany Charmed. Promowały go singlami „Dark Lady” i „My Heart Goes Boom”, który dotarł do 3. miejsca norweskiej listy przebojów. Sama płyta zajęła 16. miejsce w zestawieniu najczęściej kupowanych albumów w kraju.

## Dyskografia
Albumy studyjne
- Charmed (2000)